# Бесс Мередіт
Бесс Мередіт (англ. Bess Merdyth, справжнє ім'я — Гелен Елізабет Макґлешен (англ. Helen Elizabeth McGlashen); 12 лютого 1890, Баффало, Нью-Йорк — 13 липня 1969, Лос-Анджелес, Каліфорнія) — американська сценаристка, акторка і режисерка, піонерка кінематографу. За 59-річну кар'єру, що тривала з 1910 до 1969 року, Бесс Мередіт написала сценарії до 140 фільмів, знялася у 22-х фільмах та зняла 2 фільми.
Номінантка на 2 премії «Оскар» (1930) в номінації «Найкращий адаптований сценарій» за фільми «Жінка справи» (1928) та «Жіноче диво» (1929).

## Біографія
Народилася 12 лютого 1890 року в Баффало (штат Нью-Йорк).
У 1930 році Бесс була номінована на «Оскар» в номінації «Найкращий адаптований сценарій» за фільми «Жінка справи» (1928) та «Жіноче диво» (1929), але її обійшов німець Ганнс Кралі, який отримав нагороду за фільм «Патріот».
Її перший шлюб з Бартоном Леслі був анульований. Була одружена з актором, режисером і сценаристом Вілфредом Лукасом (з 1917 до розлучення в 1927), та з режисером Майклом Кертісом (з 7 грудня 1929 до 10 квітня 1962). Сина Джона Мередіта Лукаса (1919—2002) народила у другому шлюбі, а пізніше хлопчик був усиновлений її третім чоловіком.
Бесс Мередіт померла 13 липня 1969 року в Лос-Анджелесі (штат Каліфорнія) у 79-річному віці.

## Вибрана фільмографія
- 1916 : Герой за дорученням / A Hero by Proxy
- 1916 : Нарешті популярні / Fame at Last
- 1916 : Наймати і звільняти / Hired and Fired
- 1916 : Ворона в павиному пір'ї / Borrowed Plumes
- 1916 : Він став копом / He Becomes a Cop
- 1916 : Через галерею розбійників / From the Rogue's Gallery
- 1916 : Увірвавшись в суспільство / Breaking Into Society
- 1916 : Тисяча доларів на тиждень / A Thousand Dollars a Week
- 1919 : Велика маленька людина / Big Little Person
- 1925 : Раба моди / A Slave of Fashion
- 1925 : Бен-Гур: історія Христа / Ben-Hur: A Tale of the Christ
- 1927 : Чарівне полум'я / The Magic Flame
- 1928 : Жіноче диво / Wonder of Women
- 1928 : Жіночі справи / A Woman of Affairs
- 1928 : Таємнича леді / The Mysterious Lady
- 1930 : У гонитві за веселкою / Chasing Rainbows
- 1930 : Наші сором'язливі наречені / Our Blushing Brides
- 1931 : Усміхнені грішники / Laughing Sinners
- 1932 : Дивна перерва / Strange Interlude
- 1934 : Романи Челліні / The Affairs of Cellini
- 1934 : Могутній Барнум / The Mighty Barnum
- 1935 : Метрополітен / Metropolitan
- 1936 : Під двома прапорами / Under Two Flags
- 1941 : Та ніч в Ріо / That Night in Rio